# Zürcher (motorfiets)

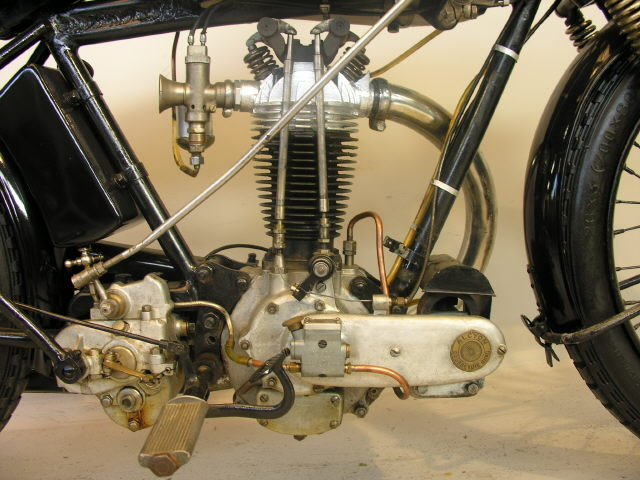
Zücher 350 cc-blok uit 1929

Zürcher is een historisch Frans merk van motorfietsen en inbouwmotoren.
Dit is een Frans merk dat waarschijnlijk een voortzetting was van Zedel (Zürcher & Lühti).
Zédèl bestond van 1901 tot 1923 maar van het merk Zürcher waren in de jaren vijftig nog inbouwblokjes op de markt.